# 마리 다리외세크
마리 다리외세크(프랑스어: Marie Darrieussecq, 1969년 1월 3일 ~ )는 프랑스의 소설가이다.
1969년 바스크의 바욘 출생이다. 파리 고등사범학교를 졸업했다. 전위 작가 조르주 페렉을 연구했고 교수 자격 시험에 합격한 뒤 현재 릴 대학 문학 교수이다.
그는 1989년 르몽드에서 주는 '젊은 작가상'(청소년 문학상)을 받았지만 바로 데뷔하기에는 자신이 수준 미달이라고 생각했고 7년 뒤 장편 소설 《암퇘지》(1996)로 데뷔했다. 소재의 독창성과 강렬한 메시지로 프랑스 문단에 충격을 던져 준 첫 작품 《암퇘지》는 선풍적인 열광과 화제를 낳았다. 다리외세크를 일약 '화제의 작가'로 등극시킨 이 작품은 프랑스에서만 30만 부가 팔렸고 34개 국에서 번역됐다. 《암퇘지》를 놓고 벌인 출판사들의 원고 쟁탈전 때문에 그녀는 책이 출간되기도 전에 유명 인사가 되어 있었다.
2014년 10월에는 《가시내》가 출간되었다. 《가시내》는 사춘기 소녀가 성을 접하고 성장하는 과정을 직설적으로 표현해 프랑스 사회에서 큰 논란을 불러일으켰다. 작가의 자전적 경험이 담긴 소설로, 어릴 적에 카세트 테이프에 직접 녹음한 일기를 바탕으로 썼다. 다리외세크는 이 소설에 대해서 "제 부모 세대는 68혁명을 겪고 자유롭게 성생활을 했으면서도 어떤 단어로 (성을) 표현해야 하는지 배우지 못했다"며 "저는 가장 지적이고 자연스러운 방식으로 여성 성에 관해 이야기하기를 원한다"고 말했다.
이론보다는 이야기를 더 좋아하고, 정치적인 언어로 사유하는 것을 즐기지 않는다고 한다.

## 작품 목록

### 소설
- 『암퇘지』(1996)

열린책들(2001)｜정장진 옮김｜ISBN 89-329-0335-2
- 『유령들의 탄생』(1997)

열린책들(2002)｜권명희 옮김｜ISBN 89-329-0421-9
- 『뱃멀미』(1999)
- 『살아 있는 자들 사이의 짧은 체류』(2001)